# Oberwirt

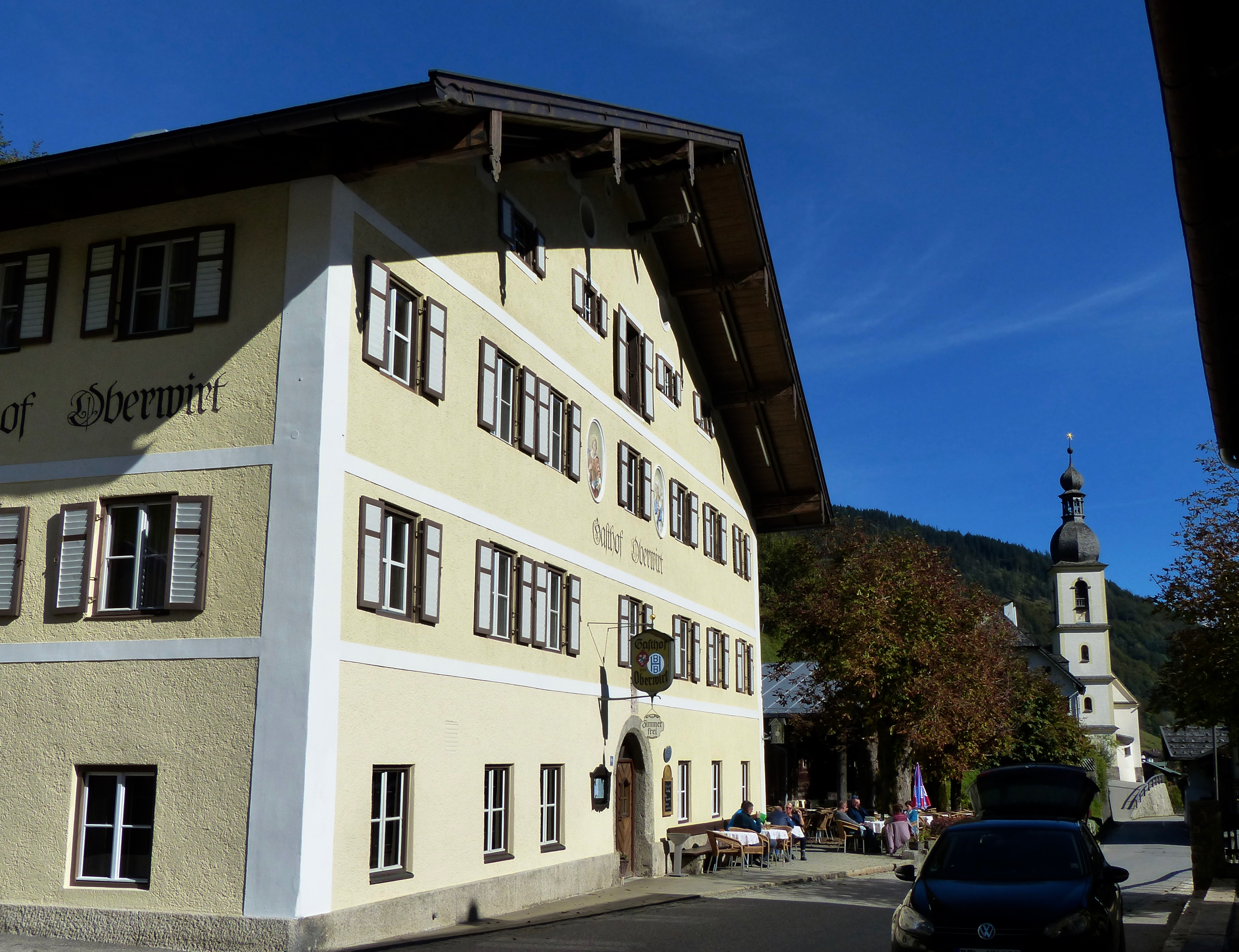
Ramsau: Gasthof Oberwirt mit der Kirche St. Sebastian im Hintergrund

Der Oberwirt ist ein traditionsreicher, denkmalgeschützter Gasthof im Ortskern von Ramsau bei Berchtesgaden. Er gehört zum geschützten Ensemble das das Dorfzentrum von Ramsau bildet und unter anderem die benachbarte bekannten Kirche St. Sebastian umfasst. Der Gasthof wurde etwa 1500 als fürstpröpstliche Stiftstaverne an der Salzstraße über den Hirschbichl errichtet.

## Lage
Der Oberwirt befindet sich cira 150 m taleinwärts von der Ramsauer Pfarrkirche an der Straße zum Hintersee im Dorfkern der Ramsau. Er ist zusammen u. a. mit der Kirche Teil des geschützten Ensembles im Ortskern.

## Geschichte

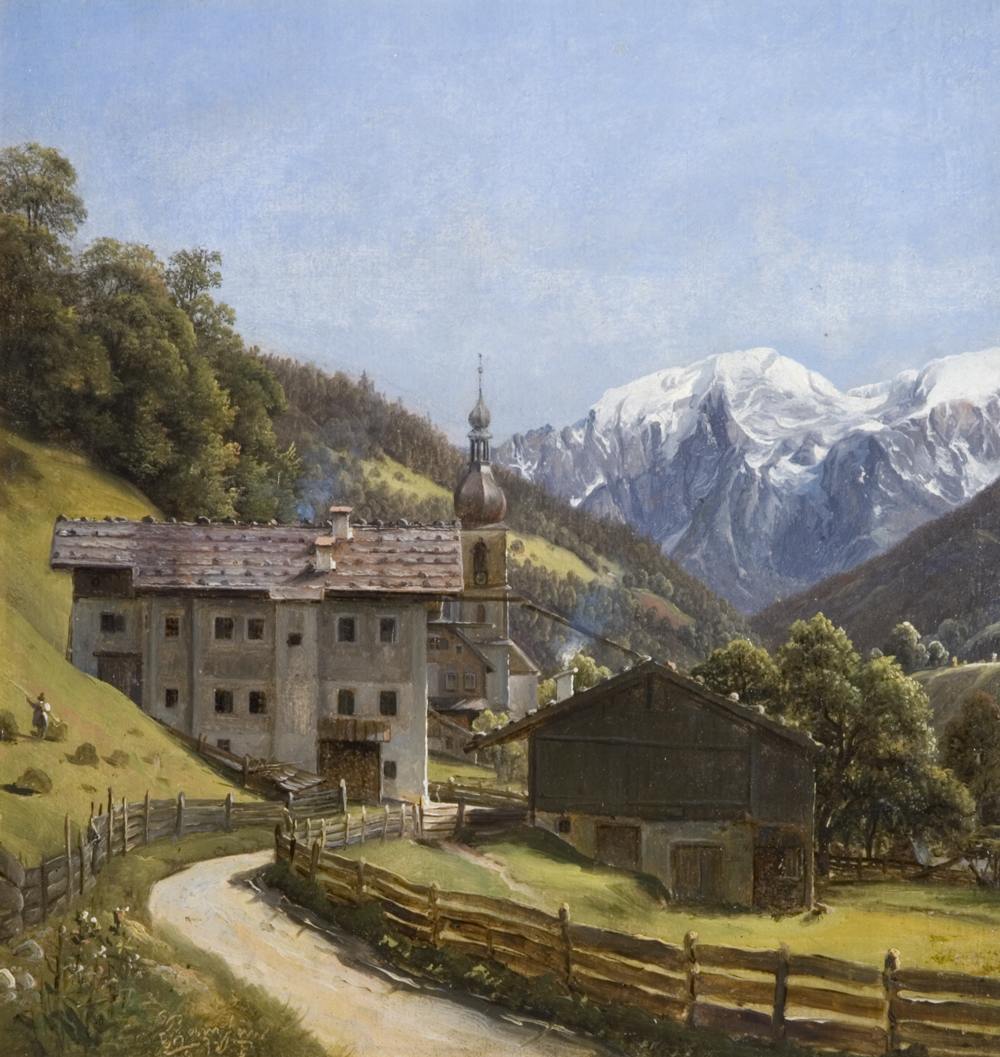
„Ramsau“, Gemälde von Thomas Fearnley mit den Oberwirt im Vordergrund und der Kirche St. Sebastian im Hintergrund

Bereits um 1500 – und damit vor der benachbarten Kirche – errichtete die Fürstpropstei Berchtesgaden den heutigen Oberwirt als Unterkunft für die Säumer und Fuhrleute die unter anderem Salz aus den Salinen in Schellenberg und Berchtesgaden über den Hirschbichl in den Pinzgau transportierten.

## Beschreibung
Das Ensemble des Gasthofs umfasst drei Hauptgebäude: Den eigentlichen Gasthof giebelständig zur Straße mit angebautem Saal, auf der gegenüberliegenden Straßenseite traufständig ein Gebäude mit Metzgerei, Bank, Arzt und Frisör im Erdgeschoss sowie Wohnungen im Obergeschoss und einige Meter weiter am Beginn des Kunterwegs ein Dependance.
Das historische stattliche eigentliche Gasthof-Gebäude ist dreigeschossig mit einem auskragenden flachem Satteldach mit einer Giebelluke, steinernem Rundbogenportal, Putzgliederung und Fassadenmalereien. Im Kern stammt das denkmalgeschützte Gebäude aus der Zeit um 1500, eine Wappentafel ist mit 1637 bezeichnet, der  Dachfirst mit 1757.